# Bolinder-Munktell BM 55
BM 55/Volvo T55, är en traktor som tillverkades av Bolinder-Munktell/Volvo mellan 1953 och 1959 i ca 3 000 exemplar. Den har en fyrcylindrig dieselmotor med maxeffekten 57 hästkrafter. Växellådan har 5 växlar framåt och en bakåt. 
 Denna traktor var primärt ämnad som dragare och kraftuttag och en tämligen primitiv trepunktslyft var extrautrustning.

## Tekniska data
- Tillverkningsår: 1953-1959
- Motor: Bolinders diesel 1054, 4-cylindrig dieselmotor
- Motoreffekt: 57 hk, 1 800 r/min
- Vridmoment (max) vid 1 100 r/min: 27 kpm
- Transmission/hastighet: 5 fram, 1 back.
- Maxfart 27,4 km/h
- Bränsletank: 110 L
- Kylsystem: 18 L
- Vikt: 2 950 kg
- Längd: 3 450 mm